# Schleswig-Holstein-Sonderburg-Wiesenburg

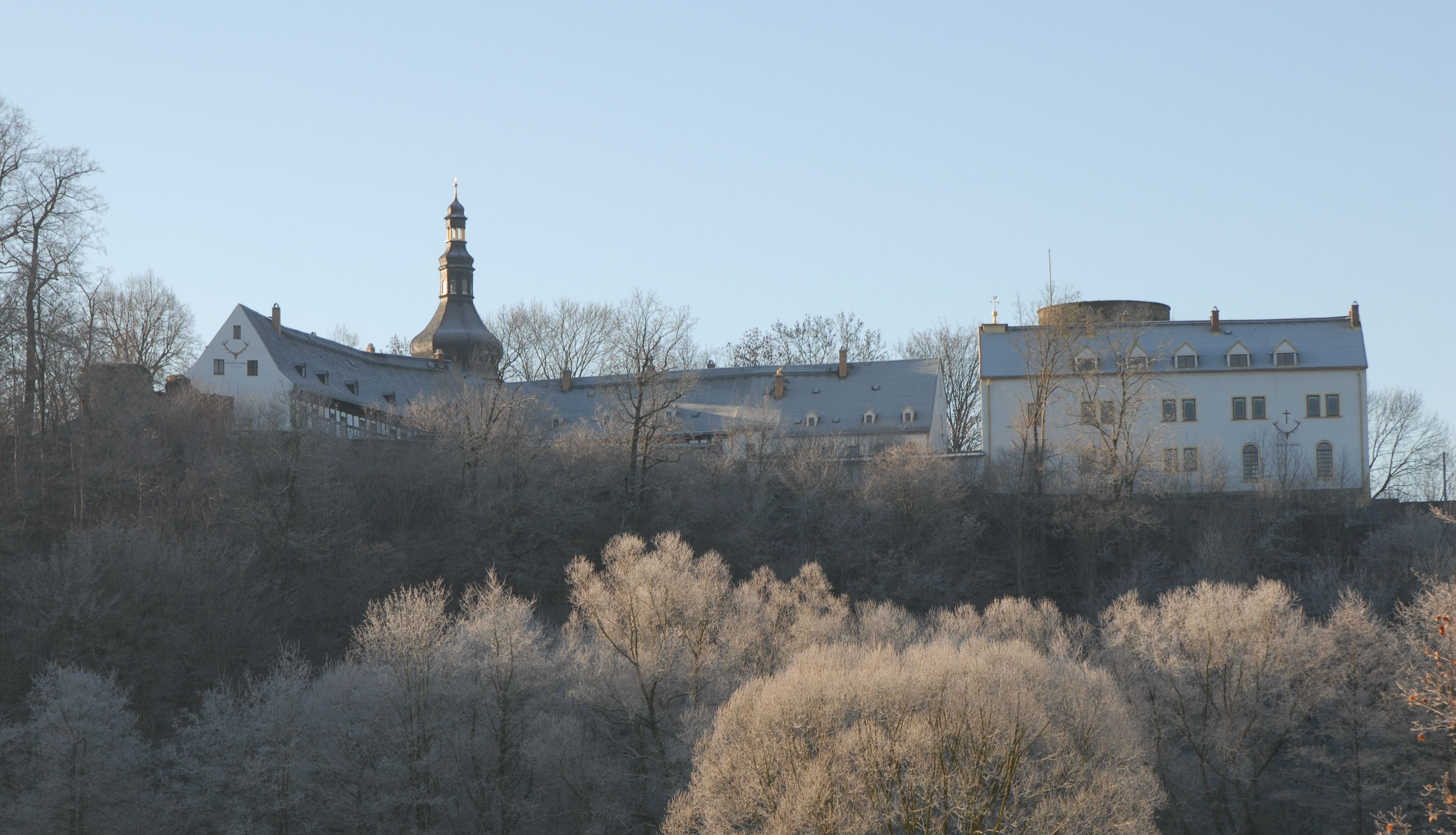
El Castillo de Wiesenburg en Sajonia dio su nombre a esta rama de la familia ducal.

La Casa de Schleswig-Holstein-Sonderburg-Wiesenburg era una de las muchas ramas cadetes de la Casa de Schleswig-Holstein-Sonderburg, esta misma un línea menor de la dinastía Oldenburgo. Aunque los miembros poseían el título de duque en Dinamarca y en el Sacro  Imperio Romano Germánico, y sostenían sus posesiones e ingresos derivados de secciones asignadas al Ducado de Schleswig-Holstein, la soberanía sobre estos territorios permanecía en la autoridad de su pater familias, el rey de Dinamarca.

## Historia
El fundador de la línea fue Felipe Luis (1620-1689). Adquirió el Distrito de Wiesenburg en el Erzgebirge en Sajonia, incluyendo el castillo, la ciudad y 18 poblaciones en 1664 al Elector Juan Jorge II de Sajonia, pero sin ningún privilegio de soberano. Hizo lo que inicialmente pareció ser una inversión fallida en la industria minera en Schneeberg y Neustädtel. Pero en la década de 1670 consiguió grandes beneficios y se convirtió en un rico empresario minero. En 1675, Felipe Luis vendió el Castillo de Wiesenburg, que había reformado, con sus tierras circundantes y derechos soberanos por 100.000 táleros a su hijo mayor, Federico (1651-1724), quien servía como teniente general imperial en Hungría. En 1686, Felipe Luis compró Oberkotzau en Franconia a Cristián Ernesto de Brandeburgo-Bayreuth. Murió en 1689 en Oberkotzau.
Su hijo Federico estuvo infelizmente casado con Carolina de Legnica-Brieg (1652-1707) hasta que ella se divorció de él en 1680. Vendió Wiesenburg en 1723 a su único hijo Leopoldo (1674-1744), quien lo revendió poco después de la muerte de Federico. El rey Augusto II de Polonia compró el castillo en 1725 por 126.400 táleros. El Duque Lepoldo había vuelto al catolicismo y contrajo matrimonio con la Princesa María Isabel de Liechtenstein (1683-1744). Fue un secreto Consejero Imperial y Caballero de la Orden del Toisón de Oro (Nr.648). Tuvo cinco hijas y ningún heredero varón. La línea de Schleswig-Holstein-Sonderburg-Wiesenburg se extinguió con el Duque Leopoldo.

## Lista de Duques
| Reinado   | Nombre                  | Observaciones                                                                         |
| --------- | ----------------------- | ------------------------------------------------------------------------------------- |
| 1664-1685 | Felipe Luis (1620-1689) | Primer duque, hijo menor de Alejandro de Schleswig-Holstein-Sonderburg.               |
| 1685-1723 | Federico (1651-1724)    | Hijo de Felipe Luis, un mayor general en Hungría, Caballero de la Orden del Elefante. |
| 1723-1725 | Leopoldo (1674-1744)    | Hijo de Federico, Consejero Imperial secreto en Viena.                                |